# The Rainbow
O arco-íris (The Rainbow no original) é um romance do autor britânico D. H. Lawrence, escrito em 1915. Conta a história de 3 gerações da família Brangwen, fazendeiros do interior da Inglaterra, suas relações e paixões, além de desvendar a alma feminina e questões proibidas para a época.
O Arco-íris é uma das primeiras obras do escritor inglês D. H. Lawrence. Publicado em 1915 em Inglaterra, foi confiscado e os seus exemplares queimados, por ser considerado obsceno e anti-patriótico. Só passados onze anos foi levantada essa proibição naquele país. 